# Кецојевић
Кецојевић је српско и црногорско презиме. Кецојевићи у Црној Гори су од старине настањени у Бањанима, Пиви и Боки Которској, и славе Јовањдан. Према предању, доселили су се са Косова након Косовске битке у Бањане, и воде поријекло од војводе Трипка. У сродству су са породицама Јоковићима, Бановићима и Пејовићима, које су према предању такође потомци војводе Трипка с Косова. Кецојевићи из Бањана су се настанили у пивско село Пирни До средином 17. вијека, и вјерује се да су они били први становници овога села. Породично предање каже како су била четири брата Кецојевића из Бањана који су хајдуковали, те су морали бјежати одатле пред Турцима. Један је пребјегао у Пиву, у Пирни До; други се одселио у Херцег Нови, где се помиње 1726. године у општини Топла; трећи брат је побјегао у Невесиње и тамо промијенио презиме; а с четвртим не зна се шта је било. У Боки се помиње досељеник Никола Кецојевић, или Кецоевић или Кецовић, 1701. године. Иван Кецојевић из Пирнога Дола, висок око 2,1 метар, 1880-тих година био је највиши човјек у Црној Гори.